# Оценка суицидального риска
Оценка суицидального риска — определение вероятности того, что данный конкретный человек совершит самоубийство.
Процесс такой оценки этически неоднозначен: концепция «надвигающегося самоубийства» (подразумевающая возможность предсказать это по сути своей непредсказуемое событие) представляет собой искусственную законодательную конструкцию под маской клинической психологии, которая может использоваться для оправдания нормированному распределению ресурсов в сфере экстренной психиатрической помощи, а также оправдывать покушение на гражданские права пациента (1). Для точной и выдерживающей критику оценки суицидального риска специалист должен интегрировать клиническую оценку и последние основывающиеся на строгих доказательствах практики (2), при этом точное предсказание такого редкого события как самоубийство всегда остаётся трудной задачей, высока вероятность «ложной тревоги» (3). Риск самоубийства подвергается повторной оценке в ходе лечения, чтобы оценить реакцию пациента на изменения в окружающих его обстоятельствах, равно как и его реакцию на клиническое вмешательство (4).
Некоторые специалисты рекомендуют избегать оценки суицидального риска по причине её неточности (5). Кроме того, оценка суицидального риска часто объединяется с оценкой риска самоповреждения, который на деле только немного перекрывается с риском совершения законченного самоубийства.
Однако предполагается, что в центре внимания при такой оценке должно быть эмоциональное состояние, вызывающее суицидальные мысли, сопутствующие им чувства и соответствующее поведение, при этом основной целью должна быть помощь пациенту, а не успокоение психолога, переоценивающего риск самоубийства и боящегося судебных разбирательств.
Пример того, как следует вести себя на практике при оценке суицидального риска, был опубликован в журнале Scientific American [6] (см. следующий раздел).

## На практике
Рискованна как переоценка, так и недооценка суицидального риска. Его переоценка может приводить к нежелательным последствиям, таким как ненужное ущемление прав пациента и ненужная же растрата ограниченных ресурсов клиники. С другой стороны, недооценка суицидального риска, возникающая в результате пренебрежительного отношения или недостатка навыков, угрожает безопасности пациента и может привести врача под суд (7).
Некоторые люди опасаются того, что вопросы о суицидальных мыслях делают самоубийство более вероятным. В реальности же это не так, если вопросы задаются по-настоящему сочувственно (8).
При оценке суицидального риска в первую очередь нужно обращать внимание на: предрасположенность человека к суицидальному поведению; наличие причин для такого поведения и факторов стресса, таких как потеря работы, недавняя смерть кого-либо из близких или смена места жительства (9); симптомы надвигающегося самоубийства в поведении пациента; присутствие чувства безнадёжности; природа имеющихся суицидальных мыслей; суицидальное поведение пациента в прошлом; его импульсивность или, напротив, самоконтроль; препятствующие самоубийству факторы.
При оценке суицидального риска нужно проводить различие между острым риском самоубийства и хроническим риском. Острый риск самоубийства может возникнуть в результате неблагоприятных изменений в жизни пациента или же в его психическом здоровье; в то же время хронический риск определяется в первую очередь душевным здоровьем пациента и только во вторую — социальными и демографическими факторами.
Bryan и Rudd (2006) предлагают модель, в которой суицидальные риски конкретного пациента могут быть отнесены к одной из 4 категорий: базисный минимальный риск, острый риск, хронический высокий риск и хронический риск с обострением (7). Уровень риска может быть описан семантически (словами), например: «риск отсутствует», «невысокий риск», «средний риск», «высокий риск», «экстремально высокий риск», соответственно его уровню должно иметь место медицинское вмешательство. Некоторые специалисты предлагают вместо слов использовать цифры, чтобы характеризовать относительный или (что предпочтительней) абсолютный риск совершения самоубийства (5).

## Шкала суицидальных намерений (SSI) и Модифицированная шкала суицидальных намерений (MSSI)
Шкала суицидальных намерений (англ. Scale for Suicide Ideation, SSI) была разработана в 1979 году Аароном Т. Бэком, Марией Коувэкс  и Арлэном Вайсманном; она количественно выражает интенсивность суицидальных намерений. Данная шкала предназначена для использования клиническими психологами в ходе частично структурированного собеседования. Она содержит 19 пунктов, которые можно оценивать по шкале от 0 до 2, таким образом, общая оценка может быть от 0 до 38. Пункты можно сгруппировать в 3 категории: «активное желание умереть», «подготовка к самоубийству» и «пассивное нежелание жить». Первоначальный опыт использования данной шкалы показал её многообещающие надёжность и валидность (10).
Модифицированная шкала суицидальных намерений (англ. Modified Scale for Suicide Ideation, MSSI) была разработана Миллером и другими, в ней используются 13 пунктов из SSI и 5 новых пунктов. Благодаря модификации повысились её надёжность и валидность относительно первоначальной SSI. Кроме того, если на первоначальной шкале каждый пункт можно было оценивать только в диапазоне от 0 до 2, то MSSI предполагает оценку каждого пункта в диапазоне от 0 до 3, таким образом, общая сумма оценок может быть в диапазоне от 0 до 54. Шкала предполагает оценку двух факторов: «суицидальные желания и мысли» и «сформировавшиеся планы и подготовка к самоубийству».
MSSI также демонстрирует лучшую способность отличать друг от друга различные группы думающих о самоубийстве людей, делая это лучше, чем BDI, BHS, PSI и SPS.[11]

## Шкала суицидальных намерений (SIS)
Шкала суицидальных намерений (англ. Suicide Intent Scale, SIS) была разработана для того, чтобы оценивать серьёзность намерений, приведших к уже произошедшей попытке самоубийства.
Эта шкала состоит из 15 вопросов, ответом на каждый из которых может быть оценка в диапазоне от 0 до 2, оценивается как серьёзность суицидальных намерений, приведших к попытке самоубийства, так и серьёзность подготовки к этой попытке.
Данная шкала демонстрирует высокие надёжность и валидность. Чем успешнее попытка самоубийства, тем выше она оценивается по шкале «серьёзность подготовки», самая высокая оценка — у законченного самоубийства, завершившегося смертью (оценить же серьёзность намерений в случае успешно завершившегося самоубийства невозможно); если попыток самоубийства в жизни человека было несколько, то они оцениваются выше, чем одна за всю жизнь (или первая в жизни) попытка самоубийства (12).

## Шкала аффективного суицидального поведения (SABCS)
Шкала аффективного суицидального поведения (англ. Suicidal Affect Behavior Cognition Scale, SABCS) представляет собой состоящую из 6 вопросов шкалу, основанную одновременно на нескольких взаимодополняющих теориях. Эта шкала разработана для оценки суицидальных аффектов в данный конкретный момент, для использования в лечении, скрининге и исследованиях.
Четыре независимых исследования показывают, что очень важно оценивать: суицидальные аффекты в данный конкретный момент, суицидальное поведение и поиск информации на тему самоубийства (все эти три фактора сводятся в единый конструкт). SABCS — первая методика оценки суицидального риска, основанная одновременно на классической теории тестов (англ. classical test theory, CTT)  и теории скрытых признаков (англ. item response theory, IRT), используются оба эти психометрических подхода; SABCS демонстрирует существенное улучшение и в значительной степени одобряется специалистами.
Данная шкала продемонстрировала более высокую, чем у созданных раньше методов, внутреннюю надёжность, а также способна лучше (в сравнении с принятыми в качестве стандарта методами) предсказывать суицидальное поведение человека и его общую склонность к самоубийству [13][14].

## Опросник суицидального поведения (SBQ)
Опросник суицидального поведения (англ. Suicide Behaviors Questionnaire, SBQ) был первоначально разработан Линнеханом в 1981.
В 1988 он был существенно сокращён, в результате в нём осталось всего 4 вопроса, на которые можно ответить за пять минут. Ответы даются по шкале Лайкерта, разной для каждого из 4 вопросов, эта разница шкал определяется данными, полученными при использовании первоначального опросника. SBQ разработан для взрослых, его результаты проявляют тенденцию к тому, чтобы коррелировать с результатами, получаемыми при использовании других методик, таких как SSI.
SBQ пользуется популярностью потому, что его просто использовать для скрининга, однако его краткость не позволяет получать детальную информацию (15).

## Тест жизненных ориентаций (LOI)
Полный тест жизненных ориентаций (англ. Life Orientation Inventory, LOI) существует в двух формах: на 30 вопросов и на 110 вопросов. В обоих вариантах используется 4-балльная шкала Лайкерта. Форма со 110 вопросами разделена на шесть подшкал: уязвимость самооценки, излишние усилия, излишняя склонность к страданию, доминирование аффектов, отчуждение от окружающих, склонность к оправданию самоубийства.
В целом вся шкала LOI демонстрирует высокие надёжность и валидность, а также позволяет различать 4 группы людей: контролирующих свои эмоции, впавших в депрессию, способных совершить самоубийство и людей с высоким риском самоубийства. Также LOI содержит 3 индекса валидности, подобные используемым в Миннесотском многоаспектном личностном опроснике (MMPI).
LOI полезен в работе, однако в настоящее время не используется (15), так как не является практичным ни при работе в клинике, ни при работе с отдельным пациентом. Склонные к самоубийству люди не мыслят рационально, а их воспоминания нарушены, так как депрессия воздействует на воспоминания, а стресс воздействует на гиппокамп.

## Тест причин жить (RFL) и его варианты
Полный тест причин жить (англ. Reasons For Living Inventory, RFL) — это теоретически обоснованный тест, измеряющий вероятность совершения самоубийства. Он основан на теории, утверждающей, что некоторые факторы могут смягчать суицидальные мысли. Этот тест был разработан в 1983 году Лайнеханом и другими, он содержит 48 вопросов, на которые можно отвечать по шкале Лайкерта от 1 до 6. Тест RFL делится на 6 подшкал: стремление к выживанию и преодолению трудностей, ответственность за семью, опасения за детей, страх перед самоубийством, страх перед осуждением со стороны общества, моральные возражения против самоубийства. После заполнения опросника ответы по каждой из подшкал усредняются. RFL продемонстрировала свои надёжность и валидность, однако до сих пор воспринимается скорее как инструмент исследования, в клинической практике он пока применяется редко. Существуют специализированные версии RFL: для студентов колледжей, а также сокращённая версия. В варианте RFL для студентов колледжей подшкала «ответственность перед семьёй» заменена подшкалой «ответственность перед семьёй и друзьями», а шкала «опасения за детей» заменена на «опасения за будущее». Сокращённый вариант RFL использует только 12 вопросов из стандартного теста (15)(16).

## Роль гиппокампа и его повреждение при продолжительном стрессе
Продолжительное воздействие гормонов, выделяющихся в организме при стрессе, с течением времени повреждает гиппокамп — отдел мозга, ответственный за хранение воспоминаний, распределённых по темам (пространственные, эмоциональные, связанные с социальным функционированием личности), а также за активацию этих воспоминаний при необходимости. При повреждении гиппокампа интерпретация хранящихся в нём воспоминаний нарушается, воспоминания могут активироваться в неверном контексте. Это приводит к искажению мышления, самоубийство начинает рассматриваться как одна из приемлемых возможностей.

## Оценка суицидального риска пациентов для медсестёр (NGASR)
Оценка суицидального риска для медсестёр (англ. Nurses Global Assessment of Suicide Risk, NGASR) — это методика, разработанная Катклиффом и Баркером в 2004 году для того, чтобы помочь начинающим медикам оценивать суицидальный риск для пациента, при отсутствии возможности воспользоваться другими тестами.
NGASR содержит в себе 15 вопросов, предполагающих оценку в баллах, для разных вопросов эти баллы различаются, от 3 для «Свидетельства того, что самоубийство планируется» до 1 для «Истории психозов у пациента», всего по всем 15 вопросам может быть набрано не более 25 баллов. Если всего по опроснику набрано 5 баллов или меньше, то риск самоубийства должен считаться низким; 6-8 баллов — это средний уровень риска, 9-11 — высокий, 12 — крайне высокий уровень риска.
Каждый из 15 вопросов теоретически обоснован, они основываются на исследованиях, показавших связь между ответами на эти вопросы и риском самоубийства. Но всё же валидность и надёжность NGASR в целом ещё не подвергалась эмпирической проверке (17).

## Демографические факторы
В США уровень самоубийств составляет 11,3 самоубийства на 100000 человек в среднем по популяции (18).

## Возраст
В США пик самоубийств приходится на раннюю зрелость, при том что меньший пик приходится на пожилой возраст (19). С другой стороны, этого второго пика нет в такой группе как афроамериканцы (как мужчины, так и женщины), а для не испаноговорящих женщин (по сравнению с мужчинами) второй пик более сглажен и смещён ближе к началу жизни (19). В США наибольший уровень самоубийств приходится на белых мужчин старшего возраста, в этой группе уровень самоубийств составляет 47 смертей на 100000 человек (среди не испаноговорящих белых мужчин в возрасте старше 85 лет). Для американцев в возрасте 65 лет и старше уровень самоубийств составляет 14,3 смерти на 100000 человек. Также уровень самоубийств повышен среди подростков. В этой возрастной группе он составляет 0,9 самоубийств на 100000 человек для возраста от 10 до 14 лет, 6,9 самоубийств на 100000 человек для возраста с 15 до 19 лет и 12,7 самоубийств для возраста от 20 до 24 лет (18).

## Пол
Китай и Сан-Томе и Принсипи — единственные государства, в которых уровень самоубийств среди женщин выше, чем он же среди мужчин (20).
В США уровень самоубийств среди мужчин примерно в 4,5 раза выше, чем среди женщин (19). В этой стране вероятность совершить самоубийство для мужчин в возрасте от 15 до 19 лет в 5 раз выше, чем для женщин того же возраста, а в возрасте от 20 до 24 лет — эта же вероятность выше в 6 раз (18). Гелдер, Майю и Геддес сообщают, что среди женщин значительно выше (по сравнению с мужчинами) вероятность самоубийства путём отравления (8). Риск самоубийства высок среди трансгендерных людей (7). В этом случае главным способствующим самоубийству фактором может быть продолжительный стресс (длящийся 3-5 лет, он может быть результатом депрессии в сочетании с другими состояниями).

## Этническая и культурная принадлежность
В США самый высокий уровень самоубийств наблюдается среди белых американцев и американских индейцев, средний уровень наблюдается среди афроамериканцев, а самый низкий — среди испаноговорящих. Особенно высокий уровень самоубийств наблюдается среди американских индейцев (мужчин) в возрасте от 15 до 24 лет (19). Аналогичное распределение наблюдается и в Австралии, где среди аборигенов (особенно молодых мужчин) уровень самоубийств значительно выше, чем среди белых австралийцев. Эта разница объясняется социальной маргинализацией, передающейся через поколения психологической травмой и высоким уровнем алкоголизма среди аборигенов (21). Также прослеживается связь между депрессией и стрессом с одной стороны и риском самоубийства с другой.

## Семейное положение
Неженатые мужчины и женщины, разведённые и вдовы/вдовцы более склонны к самоубийству, чем женатые/замужние (7). Самый высокий риск наблюдается для одиноких белых мужчин старшего возраста (22). Опять же, и здесь наблюдается чёткая связь с депрессией и стрессом.

## Сексуальная ориентация
Есть доказательства того, что среди геев и лесбиянок уровень самоубийств выше. Гомосексуальные женщины более склонны к попыткам самоубийства, чем гомосексуальные и гетеросексуальные мужчины, однако для гомосексуальных мужчин более высок риск успешного самоубийства (7).

## Биографические факторы
Литература по этому предмету систематически демонстрирует, что если в семье человека кто-либо из его ближайших родственников совершил самоубийство, то риск самоубийства для такого человека повышается. Также риск самоубийства повышают полученные в детстве психологические травмы (потеря родителей, эмоциональное, физическое или сексуальное насилие), равно как и травматические жизненные ситуации (потеря работы, социальная изоляция, острый психологический стресс) (23).
Причиной самоубийства могут послужить и недавние события в жизни человека. Потеря кого-либо из близких, нестабильность семьи, тяжёлая личная утрата или отчуждённые отношения с семьёй, домашнее насилие, отчуждение и развод — всё это может быть названо факторами риска. Безденежье, безработица, резкое снижение социально-экономического статуса также могут быть факторами, повышающими риск самоубийства. Кроме того, риск самоубийства повышают и острые или хронические проблемы со здоровьем, от хронических болей до таких заболеваний как ВИЧ и рак (7)(19)(18)(25)(41)(42). Выделяемые в результате стресса гормоны повреждают гиппокамп, хранящий в себе распределённые по категориям воспоминания и активирующий их при необходимости. В результате мышление человека нарушается, воспоминания искажаются, что усиливает стресс.

## Психическое здоровье
Некоторые из психических заболеваний повышают риск самоубийства. Состояние безнадёжности, иными словами — ощущение, что лучше никогда уже не будет, является существенным фактором риска (7). Высокий риск самоубийства также связан с состояниями сильного гнева и враждебности, тревоги, страха (19)(17)(38)(24). Симптомы психоза, такие как мания величия, нарушения мышления, иллюзия телепатии — так же могут повышать риск суицидального поведения (2). Галлюцинации, особенно такие, в которых человеку кажется, что кто-то приказывает ему, также часто рассматриваются как факторы суицидального риска, однако эмпирические данные пока не могут ни подтвердить, ни опровергнуть этого предположения (24)(25). Другим психическим заболеванием, повышающим риск самоубийства, является шизофрения. Риск особенно высок для молодых пациентов, особенно когда они понимают, какое влияние на их жизнь будет оказывать это заболевание (8).
Психическое состояние, которое Федерико Санчес обозначает термином «idiozimia» (от idios — «самость» и zimia — «потеря»), вызывает появление суицидальных мыслей, чувства безнадёжности, потери силы воли, повреждение гиппокампа выделяющимися при стрессе гормонами, и, наконец, оправдание самоубийства или, в случае панической атаки или приступа тревожности, переходящего в приступ гнева, также способствуют повышению риска самоубийства (22).

## Суицидальные мысли
Суицидальные мысли — это мысли человека о самоубийстве. Оценка суицидальных мыслей включает в себя оценку степени, в которой человек озабочен мыслями о смерти (к примеру, являются ли такие мысли постоянными, насколько они детализированы), оценку выстраиваемых человеком планов самоубийства, а также оценку причин и мотивов, по которым человек собирается совершить самоубийство (24).

## Планирование
Оценка суицидального риска включает в себя оценку той степени, в которой человек планирует своё самоубийство, оценку потенциальной летальности выбранного им метода, а также того, имеет ли человек доступ к предметам, необходимым для претворения его или её плана в реальность (например, к огнестрельному оружию). План самоубийства может включать в себя такие элементы как: время планируемого самоубийства, его метод и возможность реализации этого метода, его место, необходимые для реализации плана действия (такие как получение доступа к медикаментам, яду, верёвке или оружию, выбор и осмотр будущего места самоубийства, «репетицию» составленного плана). Чем более детализирован и конкретен план самоубийства, тем выше уровень риска. Наличие предсмертной записки в большинстве случаев свидетельствует о планировании самоубийства и очень высоком риске. Наличие предсмертной записки обязывает психолога проанализировать время её появления и её содержание, а после обсудить всё это с её автором (19)(46)(24).

## Мотивы самоубийства
Оценка суицидального риска включает в себя оценку тех причин, по которым человек хочет совершить самоубийство. Среди этих причин могут быть недавние травматические события в жизни человека, а также взгляды человека на смерть. Некоторые люди принимают решение о самоубийстве под влиянием захлёстывающих эмоций, другие же — под влиянием собственных философских или религиозных взглядов на смерть, причины самоубийства могут широко варьировать.

## Другие мотивы самоубийства
Самоубийство мотивируется не только желанием человека умереть. Среди других мотивов самоубийства можно выделить: сильный гнев или желание отомстить разозлившим планирующего суицид человека людям; желание прекратить физические или психологические страдания, особенно вызываемые смертельным заболеванием (26).

## Причины жить
У планирующего самоубийство человека есть и причины жить, они уравновешивают его стремление к смерти. При оценке суицидального риска необходимо проанализировать имеющиеся у человека причины жить и его планы(19)(44).

## Предыдущие попытки самоубийства
В прошлом совершающего самоубийство человека зачастую имеют место предыдущие попытки самоубийства или самоповреждения. Склонность к самоубийству можно предсказать по истории человека, по его или её попыткам самоубийства, имевшим место раньше, при этом необходимо учитывать такие факторы как потенциальная летальность выбранных тогда методов самоубийства, предпринятые человеком усилия для лишения себя жизни. Однако нельзя забывать, что некоторые люди покушаются на самоубийство впервые, а также что некоторые люди задумываются о самоубийстве, но никогда не пытаются его совершить (22).

## Риск самоубийства и психические заболевания
Все серьёзные психические заболевания повышают риск самоубийства (27). При этом 90 % всех самоубийств являются следствием: депрессии, как биполярного аффективного расстройства, так и большого депрессивного расстройства; шизофрении; личностных расстройств, в том числе пограничного расстройства личности. Сочетание нескольких психических заболеваний, особенно если одно из них является тревожным расстройством или паническими атаками, также повышает риск самоубийства (22).
Особенно сильную связь с самоубийством демонстрирует нервная анорексия: среди страдающих этим заболеванием уровень самоубийств в сорок раз выше, чем в среднем по популяции (27). Риск совершения самоубийства в течение жизни для больных нервной анорексией составляет 18 % согласно одному исследованию и 27 % согласно другому (28).
Долгосрочный риск совершения самоубийства для страдающих шизофренией оценивается в интервале от 10 % до 22 %, эти цифры основываются на исследованиях в течение как минимум 10 лет, однако недавний мета-анализ показывает, что 4,9 % страдающих шизофренией могут совершить самоубийство в течение своей жизни, причём с большей вероятностью это произойдёт в начальный период заболевания (29)(30). Факторы суицидального риска для больных шизофренией включают в себя: имевшие место предыдущие попытки самоубийства, тяжесть самого заболевания, сочетание шизофрении с депрессией или постпсихотической депрессией, социальную изоляцию и мужской гендер. Риск повышается при параноидном подтипе шизофрении, наиболее высок он во время сразу после выписки из больницы (25).
В среднем по популяции риск самоубийства в течение жизни при аффективных расстройствах составляет 1 %, однако для госпитализированных с тяжёлой депрессией этот риск повышается до 13 % (7). Для страдающих тяжёлой депрессией риск самоубийства возрастает в 20 раз, для страдающих биполярным аффективным расстройством — в 15 раз (по сравнению с аналогичным риском в среднем по популяции) (31). Страдающие депрессией в сочетании с тревогой, тяжёлой бессонницей, тревожными расстройствами находятся в зоне особенно высокого риска (32). Также риск самоубийства повышает и употребление антидепрессантов: Хили (2009) показывает, что употребляющие антидепрессанты люди склонны к совершению самоубийства на 10-14 день с начала приёма этих лекарств.
Страдающие личностными расстройствами, особенно пограничным расстройством личности, диссоциальным расстройством личности или нарциссическим расстройством личности, также находятся в группе высокого суицидального риска. Риск самоубийства дополнительно повышается такими факторами как: молодой возраст, злоупотребление наркотиками или алкоголем, аффективные расстройства, наличие психической травмы в результате сексуального насилия в детстве, импульсивность, асоциальность, недавняя выписка из больницы или иное ослабление лечения. Хотя некоторые пациенты с личностными расстройствами могут угрожать окружающим своим самоубийством с целью манипулирования ими или просто потому что им так вздумалось, но о настоящей угрозе самоубийства скорее можно говорить тогда, когда человек молчалив, пассивен, не хочет общаться, теряет надежду, снижает свои требования к жизни (33).
Среди совершающих самоубийство велика доля злоупотреблявших алкоголем и алкоголиков; также у совершающих самоубийство часто наблюдается алкоголь в крови (19)(48).